# Bittacus latipennis
Bittacus latipennis är en näbbsländeart som beskrevs av Gerstaecker 1885. Bittacus latipennis ingår i släktet Bittacus och familjen styltsländor. Inga underarter finns listade i Catalogue of Life.